# Giulio Scarfì
Giulio Scarfì (La Spezia, 11 novembre 1964) è un astronomo amatoriale italiano di professione geometra.
Il Minor Planet Center lo accredita per la scoperta dell'asteroide 58691 Luigisannino, effettuata il 24 gennaio 1998 in collaborazione con Luciano Zannoni.
Gli è stato dedicato l'asteroide 69565 Giulioscarfi.